# Венера уговаривает Елену любить Париса
«Венера уговаривает Елену любить Париса» — картина австрийской художницы Ангелики Кауфман из собрания Государственного Эрмитажа.
Картина иллюстрирует эпизод из «Илиады» Гомера (III. 380—418), случившийся вскоре после Суда Париса: Афродита (Венера), получившая яблоко от Париса, выполняет своё обещание наградить его любовью любой женщины, которую он выберет; Парис выбрал Елену Прекрасную. Последующие события (похищение Елены) послужили поводом для начала Троянской войны.
В левой части картины изображены беседующие Венера и Елена, в правой части Купидон подводит к ним Париса. В центре на основании колонны имеется трудноразличимая подпись и дата Angelica Kauffmann pinx. 1790.

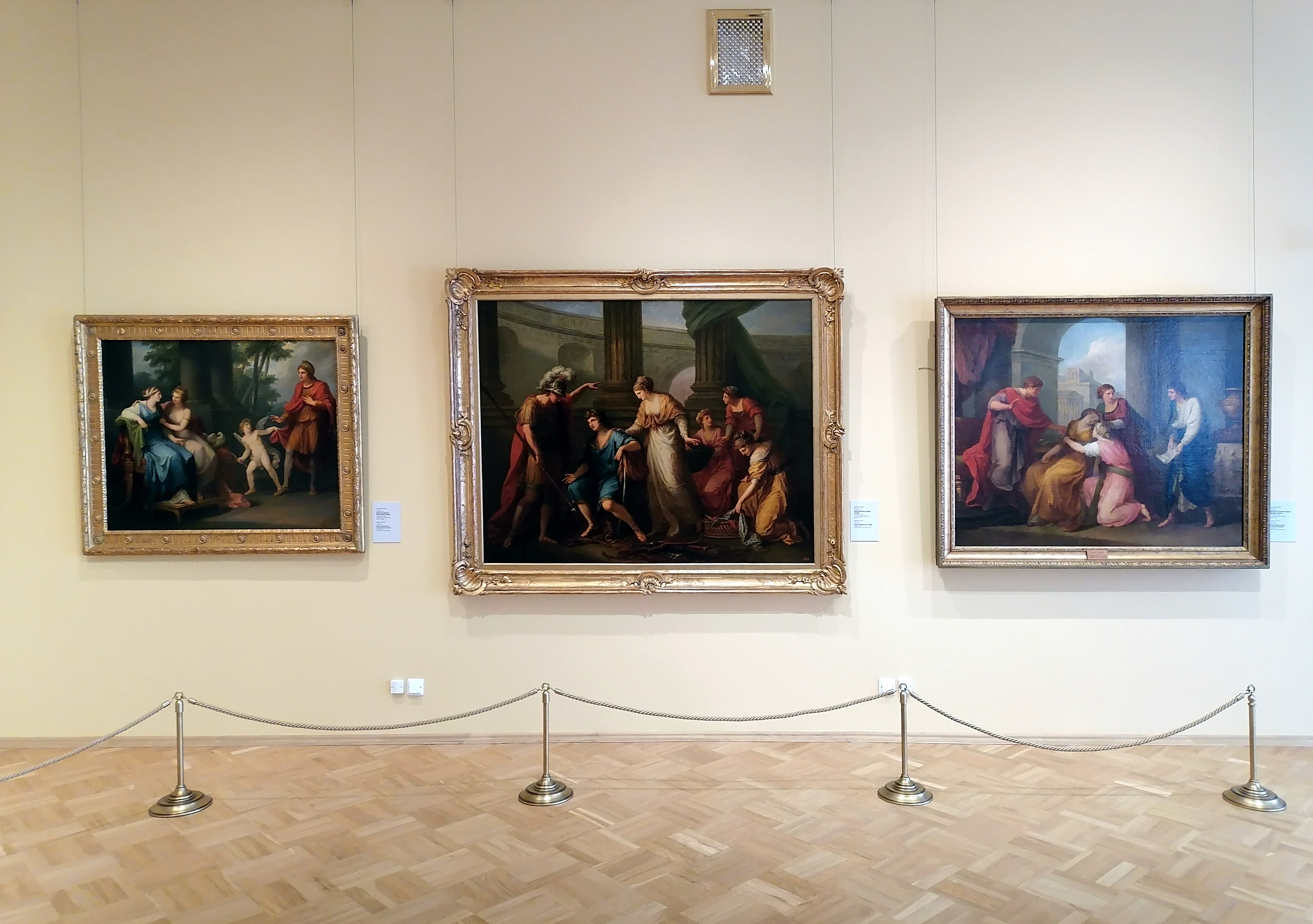
Картины А. Кауфман в зале 348 Зимнего дворца

Картина написана в 1790 году по заказу князя Н. Б. Юсупова, к ней существовала парная картина «Овидий в изгнании пишет Метаморфозы» (её местонахождение неизвестно). По выполнении заказа картина была отправлена в Россию, находилась в разных дворцах и усадьбах Юсуповых, пока не оказалась в Санкт-Петербурге в Юсуповском дворце на Мойке. После Октябрьской революции эта картина, в числе прочих произведений из собрания князей Юсуповых, была национализирована и в 1925 году поступила в Государственный Эрмитаж. С лета 2021 года выставляется в Запасной галерее Зимнего дворца, зал 348. Подготовительные эскизы сохранились в Королевской коллекции и Британском музее.
Британская исследовательница Линда Р. Эдди провела иконографический анализ картины; по её мнению изображение фигур персонажей является вольной интерпретацией греческого рельефа «Афродита, склоняющая Елену любить Париса» (I в. до н. э. — I в. н. э.), хранящегося в музее Каподимонте в Неаполе; возможно, что Кауфман была знакома и с аналогичным барельефом из музея Пио-Клементино в Ватикане, который считается репликой первого. Также Эдди считает, что фигура Купидона имеет своим прототипом Купидона, изображённого на фреске в Помпеях «Вакх, обнаруживающий спящую Ариадну» — эта фреска уже была раскопана и опубликована в 1770 году, Кауфман вполне могла быть знакома с ней.